# Bea Santos
Pour les articles homonymes, voir Santos (homonymie).
Bea Santos, née le 10 mai 1990 à Huntsville, est une actrice canadienne.

## Biographie
Bea Santos fait ses études à l'université McGill de Montréal.

## Filmographie
- 2013 : Antisocial (en)
- 2013 : Reign (court métrage) : Brooke
- 2013 : Iris (court métrage) : Iris
- 2014 : Patrick: Evil Awakens (court métrage) : l'infirmière Collins
- 2014 : Motives & Murders: Cracking the Case (série télévisée documentaire) : Sharon Marshall
- 2014 : Milk and Honey (court métrage) : Ninny Russell
- 2014 : Surviving Evil (série télévisée) : Megan Paterson (épisode Bulletproof)
- 2014 : Disco Temple (court métrage) : la fille
- 2014 : Undercover High (série télévisée) : la guitariste
- 2015 : Katie Chats (série télévisée) : elle-même
- 2015 : Q (court métrage) : Karen
- 2015 : World Away (mini-série) : Quinn
- 2015 : Coconut Hero : Miranda
- 2015 : God & Country : l'adolescente
- 2015 : Save Yourself : Tessa
- 2016 : Driver (série télévisée) : Rain
- 2016 - 2022 : Les Enquêtes de Murdoch (série télévisée) : Louise Cherry, journaliste (récurrente saisons 10 à 15)
- 2017 : Un Noël pour se retrouver (A Very Country Christmas) : Jeannette
- 2018 : Stockholm de Robert Budreau (en)
- 2019 : Un mariage rock'n'roll (A Very Country Wedding) : Jeannette
- 2020 : Un mariage pour se retrouver encore (A Very Country Christmas Homecoming) : Jeannette
- 2020 - 2023 : The Hardy Boys : Gertrude « Trudy » Hardy